# 1530 aux échecs
| Années des échecs : 1527 - 1528 - 1529 - 1530 - 1531 - 1532 - 1533    |
| Décennies des échecs : 1500 - 1510 - 1520 - 1530 - 1540 - 1550 - 1560 |

Cet article présente les faits marquants de l'année 1530 aux échecs.

## Naissances
- Ruy López, un des premiers grands joueurs d'échecs, surnommé « père de la théorie » et prêtre espagnol du XVIe siècle, confesseur du roi Philippe II d'Espagne[1].